# Phantasm IV: Oblivion
Phantasm IV: Oblivion is een Amerikaanse horrorfilm uit 1998 onder regie van Don Coscarelli. Het is het vierde deel in de Phantasm-filmserie.

## Verhaal
Reggie wordt vastgehouden door de Tall Man in Phantasm III: Lord of the Dead en denkt dat zijn eind is gekomen, maar de Tall Man laat hem gaan want de Game moet nog gespeeld worden. Terwijl Mike vlucht voor de Tall Mann krijgt hij te weten wat er met zijn broer is gebeurd. Ondertussen is Reggie bezig om de nieuwe transformatie van de Tall Man te voorkomen.

## Rolverdeling
| Acteur             | Personage     |
| ------------------ | ------------- |
| Angus Scrimm       | The Tall Man  |
| A. Michael Baldwin | Mike Pearson  |
| Reggie Bannister   | Reggie        |
| Bill Thornbury     | Jody Pearson  |
| Bob Ivy            | Demon Trooper |
| Heidi Marnhout     | Jennifer      |